# Colony (Kansas)
Colony è un centro abitato (city) degli Stati Uniti d'America, situato nella Contea di Anderson, nello Stato del Kansas. In una stima del 2007 la popolazione era di 374 abitanti.

## Geografia fisica
Secondo i rilevamenti dell'United States Census Bureau, la località di Colony si estende su una superficie di 1,3 km², tutti occupati da terre.

## Popolazione
Secondo il censimento del 2000, a Colony vivevano 397 persone, ed erano presenti 120 gruppi familiari. La densità di popolazione era di 306,8 ab./km². Nel territorio comunale si trovavano 186 unità edificate. Per quanto riguarda la composizione etnica degli abitanti, il 94,96% era bianco, lo 0,25% era afroamericano, lo 0,76% era nativo, lo 0,25% proveniva dall'Asia e il 3,78% apparteneva a due o più razze. La popolazione di ogni razza ispanica corrispondeva al 2,02% degli abitanti.
Per quanto riguarda la suddivisione della popolazione in fasce d'età, il 26,4% era al di sotto dei 18, il 6,0% fra i 18 e i 24, il 21,9% fra i 25 e i 44, il 19,4% fra i 45 e i 64, mentre infine il 26,2% era al di sopra dei 65 anni di età. L'età media della popolazione era di 42 anni. Per ogni 100 donne residenti vivevano 78,8 uomini.